# Милибэнд, Дэвид
Дэвид Райт Милибэнд (также Милибанд; англ. David Wright Miliband; род. 15 июля 1965, Лондон) — британский государственный деятель; с 2001 года член Палаты общин от графства Тайн и Уир; с 28 июня 2007 по 11 мая 2010 года министр иностранных дел Соединённого Королевства в правительстве Гордона Брауна. Один из лидеров Лейбористской партии.

## Биография
Родился 15 июля 1965 года в Лондоне.
Отец — Ральф Милибэнд (англ. Ralph Miliband, при рождении Адольф Милибан, фр. Adolphe Miliband, 1924—1994) — был известным на Западе теоретиком марксизма (близкий Франкфуртской школе, но не входивший в неё), родившийся в Брюсселе в семье евреев-выходцев из Варшавы. В 1940 году (в 16 лет) вскоре после оккупации Бельгии нацистской Германией Ральф со своим отцом нелегально переправился через Ла-Манш на лодке из Остенде в Лондон, где вскоре они получили политическое убежище. Тогда же из ненависти к Гитлеру и нацистам он сменил имя с Адольфа на Ральф. Мать Ральфа с маленькой дочерью не попали на последний поезд, уходивший из Брюсселя в Париж, и не смогли выбраться из-под нацистской оккупации. Они скрывались на ферме в сельской местности. Семья воссоединилась только в 1950 году в Англии
Мать — Марион (урождённая Добра-Ента) Козак, родилась в 1934 в Ченстохове (Польша). После нацистской оккупации она была заключена в Ченстоховское гетто, откуда бежала вместе со своей матерью. Они скрывались, по одной из версий, в католическом монастыре. Марион вышла замуж за своего профессора Ральфа Милибэнда, студенткой которого она была в Лондонской школе Экономики и Политических наук
Брат Дэвида — Эд Милибэнд — был до поражения лейбористов на выборах 2010 года британским министром энергетики и по вопросам изменения климата в том же кабинете, что и Дэвид.
Их двоюродная тётя Софья Давидовна Милибанд жила в Москве.
Жена Дэвида Милибэнда — Луиза Шекелтон, скрипачка. У пары два приёмных сына из США, усыновлённые новорождёнными в 2004 и 2007 годах.
Дэвид Милибэнд окончил отделение философии, политики и экономики Оксфордского университета, в 1990 году получил степень магистра политологии в Массачусетском технологическом институте в Кембридже (Массачусетс).

### Начало карьеры
В 1989—1994 годах работал аналитиком в Институте изучения общественной политики. В 1992—1994 годах занимал пост Секретаря комиссии Великобритании по социальной справедливости. С 1994 года — советник премьер-министра Энтони Блэра. В 2001 году избран в Палату общин от графства Тайн и Уир. В 2005—2006 годах — министр местного самоуправления. С 2006 года занимал пост министра охраны окружающей среды, продовольствия и по вопросам сельскохозяйственного развития в правительстве Блэра.

### Министр иностранных дел
28 июня 2007 года, на следующий день после назначения премьер-министром Великобритании Гордона Брауна, назначен министром иностранных дел.
Начало его деятельности на этом посту сразу же ознаменовалось крупным дипломатическим скандалом, связанным с отказом России экстрадировать подозреваемого Королевской прокуратурой в убийстве Александра Литвиненко российского бизнесмена Андрея Лугового.
11 мая 2010 года вышел в отставку вместе со всем кабинетом Брауна.

### После отставки

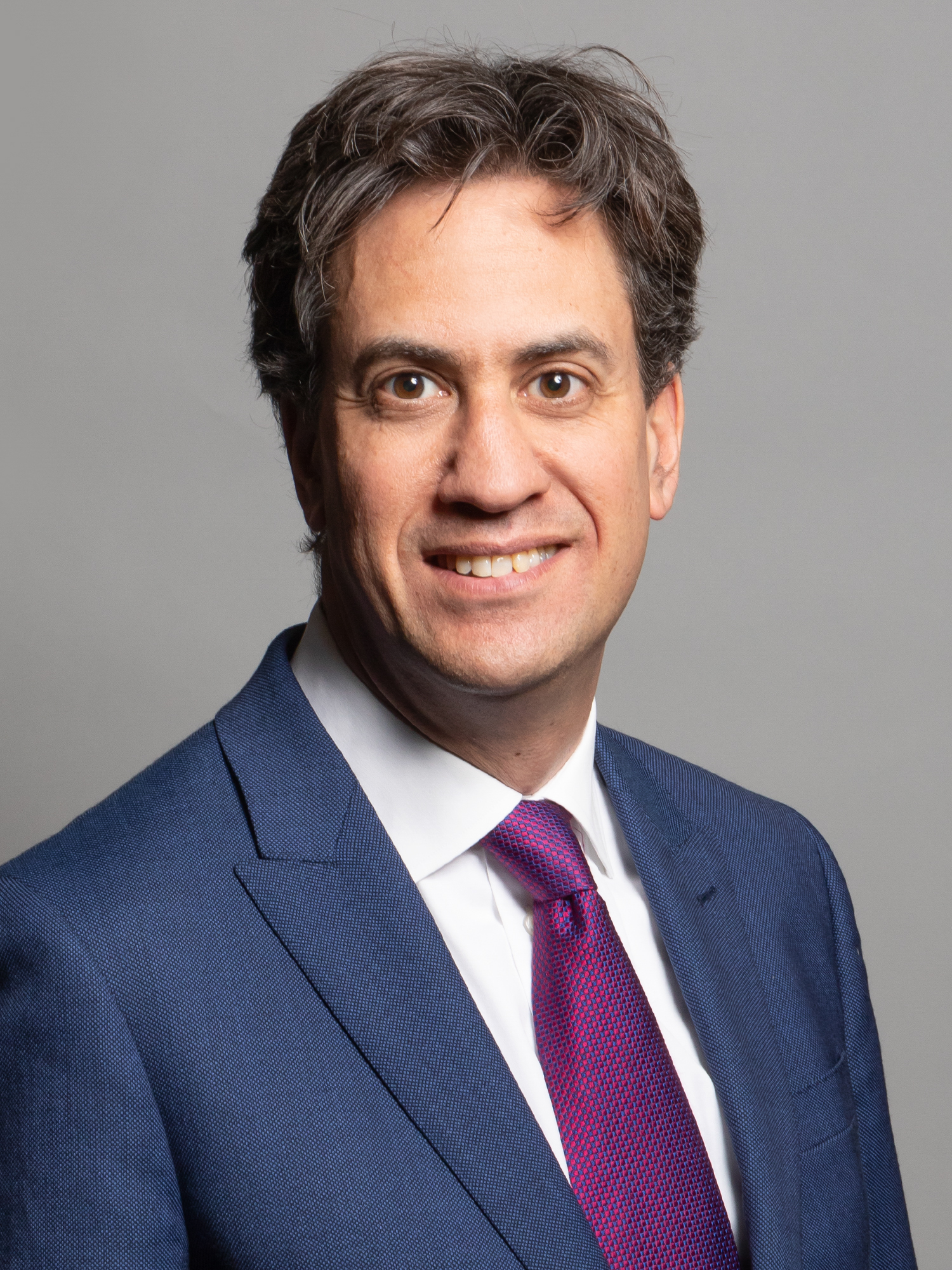
Дэвид Милибэнд был побеждён своим братом Эдвардом.

25 сентября 2010 года Дэвид Милибэнд был побеждён своим братом Эдвардом на внутрипартийных выборх лидера Лейбористской партии. В четвёртом раунде за Дэвида проголосовало 49,35 % делегатов партийной конференции, а за Эда Милибэнда, которого поддержали профсоюзы, было отдано 50,65 % голосов.